# 尤建功
尤建功（1963年3月—），数学家，南开大学教授，重点研究卡姆理论等，中国教育部第四批“长江学者”特聘教授。

## 生平
1983年获徐州师范学院（今江苏师范大学）学士学位，1989年获北京大学理学博士学位，1989至1991年在南京大学从事博士后研究，
1991年至2016年在南京大学任教，曾在科隆大学、慕尼黑工业大学等研究机构做学者或进行访问研究。
2016年9月起在南开大学陈省身数学研究所任教。

## 奖项
中国国家自然科学二等奖、求是科技基金会杰出青年学者奖、中国高校科技进步奖一等奖等。